# سان فراتلو
سان فراتلو (به ایتالیایی: San Fratello) یک کومونه در ایتالیا است که در استان مسینا واقع شده‌است. سان فراتلو ۶۷٫۱ کیلومتر مربع مساحت و ۳٬۸۵۴ نفر جمعیت دارد.

## خواهرخوانده
شهر ویجیو خواهرخواندهٔ سان فراتلو هست.